# Cantón de Fayence
El cantón de Fayence era una división administrativa francesa, que estaba situada en el departamento de Var y la región de Provenza-Alpes-Costa Azul.

## Composición
El cantón estaba formado por ocho comunas:
- Callian
- Fayence
- Mons
- Montauroux
- Saint-Paul-en-Forêt
- Seillans
- Tanneron
- Tourrettes

## Supresión del cantón de Fayence
En aplicación del Decreto nº 2014-270 de 27 de febrero de 2014, el cantón de Fayence fue suprimido el 22 de marzo de 2015 y sus 8 comunas pasaron a formar parte del nuevo cantón de Roquebrune-sur-Argens.